# Lieuwe Westra
Lieuwe Westra (* 11. September 1982 in Mûnein; † 14. Januar 2023 in Zwaagdijk) war ein niederländischer Radrennfahrer.

## Sportliche Laufbahn
Westra begann seine internationale Karriere 2006 beim KrolStonE Continental Team. Sein erster Sieg in einem Etappenrennen hors categorie gelang ihm bei der Tour de Picardie 2009. Im Jahr 2012 gewann er für das Professional Continental Team Vacansoleil-DCM eine Etappe bei Paris–Nizza und damit sein erstes Rennen der UCI WorldTour. In den Jahren 2012 und 2013 wurde er niederländischer Zeitfahrmeister.
Westra wechselte im Jahr 2014 zum UCI WorldTeam Astana und gewann Etappen bei der Katalonien-Rundfahrt und dem Critérium du Dauphiné. Auf der von Kopfsteinpflasterpassagen geprägten 5. Etappe der Tour de France 2014 war er der wichtigste Helfer des späteren Gesamtsiegers Vincenzo Nibali und wurde mit der roten Rückennummer ausgezeichnet. Im Jahr 2016 gewann er die Gesamtwertung der Drei Tage von De Panne.

## Nach dem Radsport
Im Januar 2017 gab Lieuwe Westra überraschend das Ende seiner Sportkarriere bekannt. Als Grund für seinen Rücktritt gab er gerichtliche Auseinandersetzungen mit seinem Manager und seinem Ex-Schwager an. In den Medien wurde spekuliert, dass Westra unter Depressionen leide.
In einem Interview in dem niederländischen Fernsehsender NOS im Juli 2017 berichtete Westra von seinem Kampf gegen eine schwere Depression. Versuche, seine Medikamente abzusetzen und wieder Rennen zu fahren, seien nicht erfolgreich gewesen. Er werde, so erklärte er Omrop Fryslân, im September 2017 nach Australien auswandern und seine von dort stammende Freundin heiraten.
In seiner im Frühjahr 2018 erscheinenden Autobiografie Die Bestie – das Radsportlerleben von Lieuwe Westra gestand Westra, während seiner Laufbahn Krankheiten vorgetäuscht zu haben, um über sogenannte Therapeutic Use Exemptions Ausnahmegenehmigungen für den Gebrauch von Dopingmitteln, insbesondere Kortison zu erlangen. Den Einsatz von EPO oder Blutdoping stritt er ab.
2019 kehrte Westra mit seiner australischen Ehefrau aus Australien zurück und eröffnete im spanischen Calpe ein Hotel für Fahrradtouristen.
In Spanien verschlimmerten sich seine Depressionen und Drogenprobleme wieder. Großen Anteil daran hatte der schwere Trainingsunfall von Amy Pieters in Calpe am 23. Dezember 2021, dessen Zeuge er wurde und der ihn schwer traf. Infolgedessen wurde sein Verhalten immer aggressiver, was dazu führte, dass die spanische Polizei ihm im Mai 2022 ein Kontaktverbot mit seiner Frau Ingrid auferlegte.
Daraufhin nahm sein Bruder Jan Hendrik Westra ihn zurück in die Niederlande. Seine Situation besserte sich jedoch nicht und die niederländische Polizei musste ihn nach einem aggressiven Disput im Juli 2022 aus dem Haus seiner Mutter entfernen. In seinen letzten Lebensmonaten brach er den Kontakt zu seiner Familie und Freunden ab. Er lebte in einer Garage in Zwaagdijk unter, wie sein Biograph Thomas Sijtsma beschrieb, "unmenschlichen Umständen".
Westra verstarb im Alter von 40 Jahren an einer Überdosis verschiedener Mittel. Eine Autopsie fand Spuren von einem Schlafmittel, Crystal Meth, MDMA und Speed.

## Erfolge
2007
- eine Etappe OZ Wielerweekend

2008
- eine Etappe Tour Alsace

2009
- Arno Wallaard Memorial
- Gesamtwertung und eine Etappe Tour de Picardie

2011
- Classic Loire-Atlantique
- eine Etappe Belgien-Rundfahrt

2012
- eine Etappe Paris–Nizza
- Niederländischer Meister – Einzelzeitfahren
- Gesamtwertung und eine Etappe Dänemark-Rundfahrt

2013
- eine Etappe Tour of California
- Niederländischer Meister – Einzelzeitfahren

2014
- eine Etappe Volta Ciclista a Catalunya
- eine Etappe Critérium du Dauphiné

2016
- Gesamtwertung Driedaagse van De Panne-Koksijde

## Grand-Tour-Platzierungen
| Grand Tour            | 2009 | 2010 | 2011 | 2012 | 2013 | 2014 | 2015 | 2016 |
| --------------------- | ---- | ---- | ---- | ---- | ---- | ---- | ---- | ---- |
| Giro d’ItaliaGiro     | –    | –    | –    | –    | –    | –    | –    | –    |
| Tour de FranceTour    | –    | –    | 128  | DNF  | DNF  | 79   | 77   | –    |
| Vuelta a EspañaVuelta | 87   | –    | –    | –    | DNF  | –    | –    | –    |